# سعود حمود العتيبي
سعود حمود عبيد العتيبي هو زعيم تنظيم القاعدة في السعودية في الفترة ما بين نوفمبر 2004 و أبريل 2005 ، و هو المطلوب رقم 7 في قائمة ال26 المطلوبين لوزارة الداخلية السعودية ، قتل بعد مواجهات مع رجال الأمن في ما يعرف بإشتباكات الرس 2005 